# The Mark
The Mark és una pel·lícula britànica dirigida per Guy Green, estrenada el 1961.

## Argument
Jim Fuller (Stuart Whitman), que ha estat condemnat a tres anys de presó per haver intentat abusar d'un nen, intenta refer la seva vida amb l'ajuda del psiquiatre de la presó (Rod Steiger), que li aconsegueix fins i tot un treball quan queda en llibertat.

## Repartiment
- Maria Schell: Ruth Leighton
- Stuart Whitman: Jim Fuller
- Rod Steiger: Doctor Edmund McNally
- Brenda De Banzie: Sra. Cartwright
- Donald Houston: Austin
- Donald Wolfit: Clive
- Paul Rogers: Milne
- Maurice Denham: Arnold Cartwright

## Premis i nominacions

### Nominacions
- 1961: Palma d'Or a la millor pel·lícula al Festival Internacional de Cinema de Cannes
- 1962: Oscar al millor actor per Stuart Whitman
- 1962: Globus d'Or: Premi Samuel Goldwyn